# جوين مانينغ
جوين مانينغ (بالإنجليزية: Gwyn Manning)‏ (19 أغسطس 1915 في المملكة المتحدة - 1 فبراير 2003 في المملكة المتحدة) هو مدرب كرة قدم ولاعب كرة قدم بريطاني (وحمل سابقاً جنسية المملكة المتحدة لبريطانيا العظمى وأيرلندا) في مركز الظهير، شارك في الألعاب الأولمبية الصيفية 1948. وشارك مع منتخب المملكة المتحدة الوطني لكرة القدم. أما مع النوادي، فقد لعب مع Troedyrhiw F.C. ‏.

## وصلات خارجية
- جوين مانينغ على موقع أوليمبيديا (الإنجليزية)
- جوين مانينغ على موقع اللجنة الأولمبية البريطانية (الإنجليزية)